# Hot Wheels: Beat That!
Hot Wheels: Beat That! é um jogo de corrida lançado em setembro de 2007 e baseado na linha de brinquedos Hot Wheels que foi fabricada pela Mattel. O jogo foi desenvolvido pela Eutechnyx e publicado pela Activision.

## Jogabilidade
O jogo apresenta três eventos de corrida no modo um jogador, 31 veículos autenticamente modelados e 2 veículos impossíveis de jogar, jogabilidade com dois jogadores, power-ups e armamento competitivo. Novos eventos e carros podem ser adquiridos ganhando um evento ou efetuando as duas metas para cada evento. 

## Recepção
As versões para DS, Wii e PlayStation 2 receberam críticas mistas, enquanto as versões para PC e Xbox 360 receberam críticas "desfavoráveis", de acordo com o agregador de análises o Metacritic.